# باشگاه فوتبال دپورتس ماگایانس
باشگاه فوتبال دپورتس ماگایانس (به انگلیسی: Deportes Magallanes) یک باشگاه فوتبال واقع در سان برناردو، شیلی است. این تیم سابقه ۴ بار قهرمانی را در لیگ برتر فوتبال شیلی در کارنامه دارد.